# Service International de Documentation Judéo-Chrétienne
Il SIDIC (Service International de Documentation Judéo-Chrétienne) è stato un Centro internazionale di documentazione, con sede a Roma, diretto dalla Congregazione delle Religiose di Nostra Signora di Sion, tra il 1966 e il 2009, allo scopo di favorire la conoscenza e il dialogo ebraico-cristiano.

## La storia
All'indomani della promulgazione della Nostra aetate da parte del Concilio Vaticano II un gruppo di vescovi ed esperti si riunirono per discutere l'applicazione della dichiarazione. Alla riunione, che si svolse il 12-13 novembre 1965 a Roma presso la Casa delle Suore olandesi di Betania a piazza Navona, erano presenti, fra gli altri, mons. Léon Arthur Elchinger (vescovo di Strasburgo), mons. Thomas Holland (vescovo di Salford, Inghilterra), mons. Liepzig (vescovo di Baken, Oregon), gli olandesi mons. Ramselaar e Cornelius Rijk, p. Eckert da Colonia, p. Bruno Hussar da Gerusalemme, padre René Laurentin, e tre suore del Consiglio Generale della Congregazione delle Religiose di Nostra Signora di Sion, suor Edward Berkeley, suor Magda Manipoud, e suor Marie-Dominique Gros. Fu in questa sede che fu decisa la costituzione del SIDIC (Service International de Documentation Judéo-Chrétienne). A dirigere il Centro con le suore di Sion è designato padre Cornelius Rijk, dal 1966 primo Segretario della Commissione incaricata per le relazioni della Chiesa cattolica con l'ebraismo.
Si procede per prima cosa all'allestimento di una biblioteca specializzata, all'organizzazione di incontri e seminari e, dal 1967, alla pubblicazione della rivista SIDIC (in edizione bilingue, francese e inglese). Il Centro ha sede dapprima presso la Casa delle Suore di Sion in via Garibaldi e quindi, dal 1970, nel centro di Roma, in un appartamento in Palazzo Doria Pamphilj in via del Plebiscito
Alla morte prematura di padre Cornelius Rijk nel 1979, la direzione è assunta da Mario Colombo, del PIME, e successivamente, da diverse suore di Sion.
Il SIDIC collabora con le associazioni per il dialogo ebraico-cristiano in tutta una serie di iniziative di incontri e di ricerca a livello internazionale e locale (fondamentale a questo proposito è il contributo dato in Italia alla creazione e all'organizzazione dal 1980 dei Colloqui ebraico-cristiani di Camaldoli). Tra i convegni internazionali organizzati dal SIDIC si segnalano quello su "Il legame fra popolo, terra e religione nella tradizione ebraica e cristiana" (1975), quello su "L'uomo nella prospettiva del Regno" (1978), quello su "Il Popolo di Dio dell'Antica Alleanza mai revocata da Dio" (1991) e l'ultimo su "Bene e Male dopo Auschwitz" (1997).
Tra le personalità che hanno collaborato al SIDC si ricordano: il card. Carlo Maria Martini, Emanuele Testa, Michael Fitzgerald, Elio Toaff, Augusto Segre, Riccardo Di Segni, Antonio Ammassari, Alberto Piattelli, Pierre Lenhardt, André Chouraqui, Bruno Hussar, Pier Francesco Fumagalli, Carmine Di Sante, Enzo Bianchi, Roberto Della Rocca.
Nel 2002 il SIDIC dona l suo patrimonio librario e documentario e trasferisce la sua sede alla Pontificia Università Gregoriana, in piazza della Pillotta, all'interno della quale si colloca il nuovo Centro Cardinal Bea per gli Studi Giudaici. Nel 2003 cessano le pubblicazioni della rivista (oggi interamente disponibile sul sito online del SIDIC).
Il 20 aprile 2009 la Congregazione delle Religiose di Nostra Signora di Sion ha annunciato la chiusura definitiva del SIDIC, effettiva dal 15 luglio 2009.